# Finta (esport)
|  | No s'ha de confondre amb la finta, tècnica dels Retalladors. |

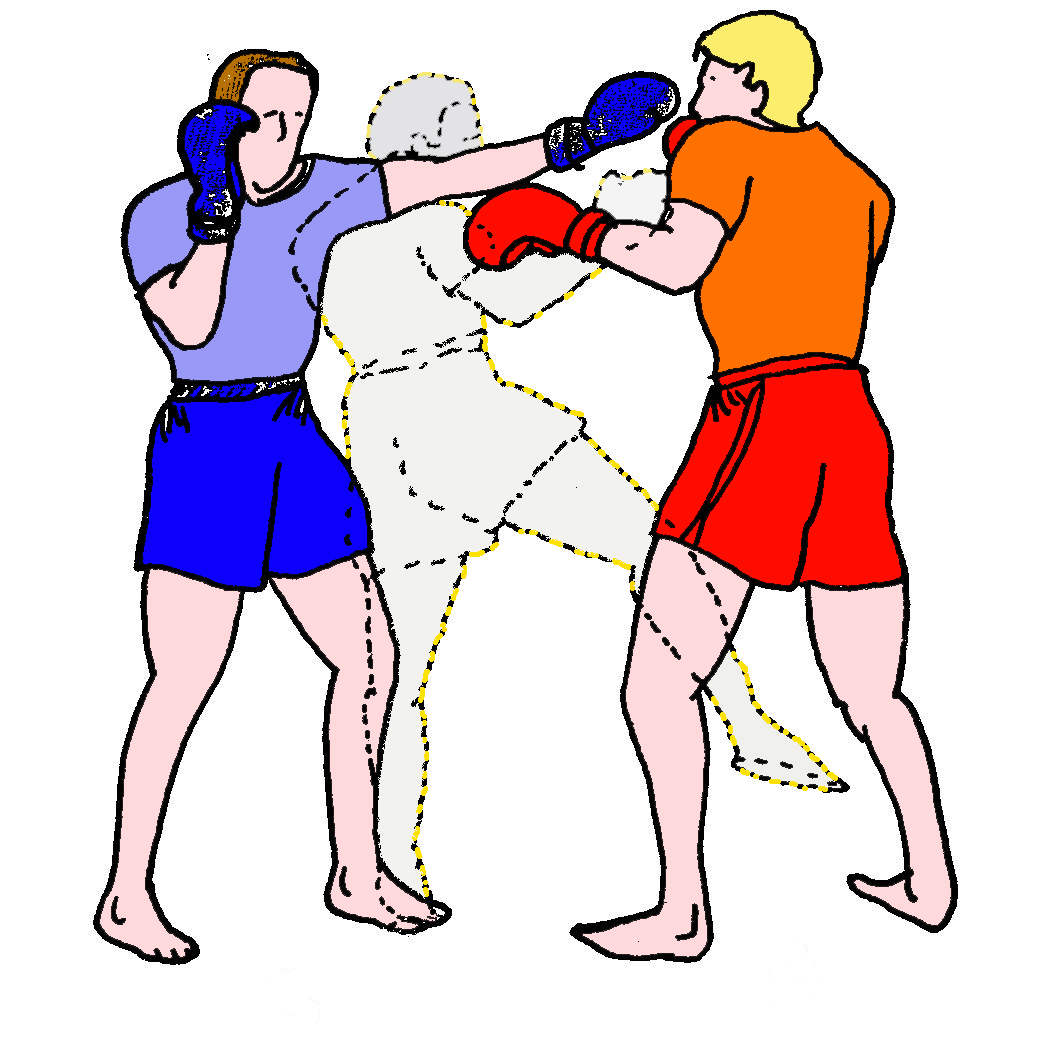
Finta de jab que acaba amb una puntada baixa (boxa birmana)

En alguns esports, una finta és un moviment o un gest d'un jugador amb el qual mira d'enganyar el contrincant i aconseguir un cert avantatge.
Per exemple, en esports de pilota, on generalment cada jugador que controla la pilota és defensat per un contrari, una finta sol ser un moviment ràpid amb el cos o amb la pilota per a esmunyir-se del marcatge. En esports de lluita, com ara la boxa o l'esgrima, es tracta d'una maniobra d'atac simulada, amb la finalitat de que l'adversari l'intercepti i a continuació atacar-lo realment en la zona que ha deixat desprotegida.
El mot "finta" deriva del llatí fingere (fingir), probablement a través de l'italià, que el té com a mot propi amb el significat de "fingida".